# Sjoerd Marijne
Sjoerd Marijne ('s-Hertogenbosch, 20 april 1974) is een Nederlands voormalig hockeyer en hockeycoach.
Marijne hockeyde 10 jaar lang in het eerste van HC Den Bosch, waarmee hij in 1998 en 2001 landskampioen werd. In 1999 pakte hij met de ploeg tevens de Europacup I. Daarnaast bezocht Marijne de Fontys Hogeschool en behaalde hij diverse diploma's en cursussen in onder meer CIOS en ALO.
Na zijn hockeycarrière legde Marijne zich toe op het coachingsvak en werd hij in 2001 coach van de heren van Overgangsklasser MOP in 2003 stapte hij over naar het toenmalige TMHC Tilburg om daar coach van de heren te worden. Met die ploeg werd hij kampioen en promoveerde hij in 2004 meteen naar de Hoofdklasse. Marijne verhuisde in 2007 van Tilburg naar Amsterdam H&BC om daar voor drie jaar het mannenteam te coachen. Hij bereikte in 2008 en 2009 tweemaal de finale om het landskampioenschap maar verloor steeds van HC Bloemendaal. In 2010 keerde hij terug naar Noord-Brabant om voor twee seizoenen bij Oranje Zwart te coachen. Hij bereikte in 2011 als derde geplaatste de play-offs maar Oranje Zwart verloor in de strijd om de derde plaats en een ticket voor de Euro Hockey League van HC Rotterdam. In het daaropvolgende seizoen viel Oranje Zwart buiten de play offs en was al eerder in het seizoen bekend geworden dat het contract van Marijne niet werd verlengd. Op 23 februari 2012 werd bekend dat Marijne voor aanvang van het seizoen 2012/13 als coach bij de mannen terug zal keren bij zijn 'oude liefde' HC Den Bosch.
Sinds eind 2014 was Marijne aangesteld als bondscoach van het Nederlands dameselftal, maar na een verschil van inzicht over de te volgen strategie is zijn contract eind september 2015 beëindigd.
Vanaf 2017 werkte Marijne als bondscoach van de Indiase vrouwenploeg. In 2021 werd India vierde in het hockeytoernooi op de Olympische Zomerspelen 2020. Het was pas het derde Olympische toernooi voor het vrouwenteam. Na een vierde plaats in het sterk geboycotte toernooi van Moskou 1980 en een twaalfde en laatste plek bij de vorige spelen, werd dit resultaat gevierd als een groot succes. Marijne miste zijn familie en nam afscheid op een hoogtepunt. Zijn assistente Janneke Schopman volgde hem op.

## Palmares

### Als speler
- Landskampioen:
  - 1998, 2001
- Europacup I:
  - 1999